# Província de Faryab
La província de Faryab (فارياب Fāryāb) és una divisió administrativa de l'Afganistan. La capital és Maymana. És de majoria uzbeka (53%) seguits dels tadjiks (27%). El nom vol dir "Terra regada". La moderna província agafa el nom de l'antiga ciutat de Faryab que fou fundada pels sassànides i va subsistir fins al 1221 quan fou destruïda pels mongols. De Faryab era originari el destacat filòsof persa Abū Naṣr al-Fārābi (أبو نصر محمد الفارابي) conegut a Europa com al-Farabi o Alpharabius. Després de la invasió americana del 2001 el control de la província fou encarregat a Noruega, amb base a Maymana. El 2008 el districte de Ghormach, que pertanyia a la província de Badghis, fou transferit a aquesta província. La població estimada el 2006 és de 840.400 habitants i la superfície de 20.293 km². Les principals ciutats són Maymana i Andkhoy

## Districtes

Districtes de Faryab fins al 2008.

| Districte            | Capital | Població | Superfície | Notes                                                                 |
| -------------------- | ------- | -------- | ---------- | --------------------------------------------------------------------- |
| Almar                |         |          |            |                                                                       |
| Districte d'Andkhoy  |         |          |            | el 2005 es va segregar el districte de Qurghan                        |
| Bilchiragh           |         |          |            | el 2005 es va segregar el districte de Gurziwan                       |
| Dawlat Abad          |         | 39.000   |            | Antigament Faryab                                                     |
| Ghormach             |         |          |            | Agregat per decret presidencial el desembre de 2008, abans de Badghis |
| Gurziwan             |         |          |            | Creat el 2005 segregat de Bilchiragh                                  |
| Khani Chahar Bagh    |         | 22.000   |            |                                                                       |
| Khwaja Sabz Posh     |         |          |            |                                                                       |
| Kohistan             |         | 38.200   |            |                                                                       |
| Districte de Maymana |         | 68.000   |            |                                                                       |
| Pashtun Kot          |         | 159.300  |            |                                                                       |
| Qaramqol             |         | 17.100   |            |                                                                       |
| Qaysar               |         | 122,300  |            |                                                                       |
| Qurghan              |         |          |            | Creat el 2005, segregat d'Andkhoy                                     |
| Shirin Tagab         |         | 65,800   |            |                                                                       |